# Neurogenese
Neurogenese is het ontstaan van nieuwe neuronen (zenuwcellen) bij zoogdieren en vogels. Vroeger werd gedacht dat neurogenese alleen voorkwam in jonge zoogdieren en vogels. Recent onderzoek heeft uitgewezen dat neurogenese zich ook voordoet bij volwassen individuen, onder meer in de hippocampus bij de mens en andere zoogdieren.

## Geschiedenis en ontdekkingen
Door de geschiedenis heen hebben neurologen altijd verondersteld dat als het brein beschadigd is, er geen manier is om dat te repareren. In de laatste jaren hebben wetenschappers ontdekt dat de hersenen veranderen door het leven heen, en zichzelf zowel kunnen herstellen als verbeteren door gezonde activiteiten zoals beweging en gezonde voeding. Neurogenese biedt hoop aan diegenen die lijden aan ziekten als parkinson, huntington en alzheimer. Een van de hoofddoelen van de onderzoekers is het ontwikkelen van een medicijn dat bepaalde gebieden in het brein stimuleert om zichzelf te herstellen door het vervangen van zijn eigen cellen.

## Onderzoek naar neurogenese en ontdekkingen
In de jaren 1960 en 1970 hebben onderzoekers ontdekt dat sommige gedeeltes van het volwassen brein zichzelf kunnen herstellen. Een aantal onderzoeken heeft uitgewezen dat de axonen van de neuronen in het brein en het ruggenmerg na een aandoening kunnen hergroeien tot een bepaald niveau. In 1998 hebben enkele onderzoekers dode hersenen en hersenweefsel bestudeerd en ontdekt dat nieuwe neuronen in de hippocampus gegenereerd werden, een onderdeel van de hersenen dat helpt bij het aanmaken en opslaan van herinneringen. Onderzoekers hebben ook ontdekt dat neurogenese voorkomt in volwassen muizen, vogels en andere primaten dan de mens. In 1997 werd een onderzoek geleid door Kemperman en Gage. Dat onderzoek wees uit dat volwassen muizen die extra goed behandeld werden een celgroei van 60% kregen. Wetenschappers onderzoeken nu hoe neurogenese natuurlijk gezien voorkomt, en hoe het gebruikt kan worden als hulp in verscheidene medische behandelingen.

## Voetnoot
1. ↑  Het gaat uitsluitend over vogels en zoogdieren. Bij andere dieren was altijd al duidelijk dat er nieuwe zenuwcellen konden ontstaan